# جری هیل
جری هیل (اوکراینی: Я́на Олекса́ндрівна Шема́єва؛ زادهٔ ۲۱ اکتبر ۱۹۹۵) ترانه‌سرا، خواننده، و تهیه‌کننده تلویزیونی اهل اوکراین است. وی از سال ۲۰۱۷ میلادی تاکنون مشغول فعالیت بوده است.
اوبه همراه آلیونا آلیونا نماینده اوکراین در یوروویژن ۲۰۲۴ بود.